# Aechmea angustifolia
Espèce
Classification phylogénétique
Synonymes
- Aechmea andradei Gilmartin
- Aechmea boliviana Rusby
- Aechmea cumingii Baker
- Aechmea cylindrica Mez
- Aechmea dryanderae Harms
- Aechmea eggersii Mez
- Aechmea inconspicua Harms
- Aechmea leucocarpa André
- Hohenbergia angustifolia (Poepp. & Endl.) Baker
- Hoplophytum angustifolium (Poepp. & Endl.) Beer

Aechmea angustifolia est une espèce de plante de la famille des Bromeliaceae, largement présente en Amérique centrale et en Amérique du Sud et décrite en 1838.

## Synonymes
- Aechmea andradei Gilmartin[2]
- Aechmea boliviana Rusby[2]
- Aechmea cumingii Baker[2]
- Aechmea cylindrica Mez[2]
- Aechmea dryanderae Harms[2]
- Aechmea eggersii Mez[2]
- Aechmea inconspicua Harms[2]
- Aechmea leucocarpa André[2]
- Hohenbergia angustifolia (Poepp. & Endl.) Baker[2]
- Hoplophytum angustifolium (Poepp. & Endl.) Beer[2]

## Distribution
L'espèce est largement présente en Amérique centrale et en Amérique du Sud. Elle se rencontre notamment au Costa Rica, au Honduras, au Nicaragua et au Panama ; ainsi qu'en Colombie, au Venezuela, au Guyana, en Bolivie, en Équateur au Pérou et au nord du Brésil.

## Cultivars
- Aechmea 'Brimstone'
- Aechmea 'El Morro'
- Aechmea 'Hellfire'
- Aechmea 'La Espriella'
- Aechmea 'Regine de Ligne'

## Description
Selon la classification de Raunkier, l'espèce est épiphyte. 